# Avenue Legrand
Pour les articles homonymes, voir Legrand.
Ne doit pas être confondu avec Boulevard de la Cambre.
L'avenue Legrand (en néerlandais : Legrandlaan) est une artère qui relie l'avenue Louise à la chaussée de Waterloo sur les territoires d'Ixelles, de Bruxelles et d'Uccle, en Belgique.

## Histoire
Du nom de Hippolyte Legrand, maire d'Ixelles sous le régime français, mayeur sous le régime hollandais... et le premier bourgmestre d'Ixelles après l'indépendance de la Belgique (1830-1836). Cet homme qualifié d'énergique sauva l'abbaye de la Cambre du pillage lors du départ des soldats français en 1813.

## Situation et accès
Elle est partagée entre les territoires d'Ixelles, de Bruxelles et d'Uccle. Seuls les numéros 22 à 62 ainsi que les numéros 27 à 67 se trouvent sur le territoire d'Ixelles.

## Galerie

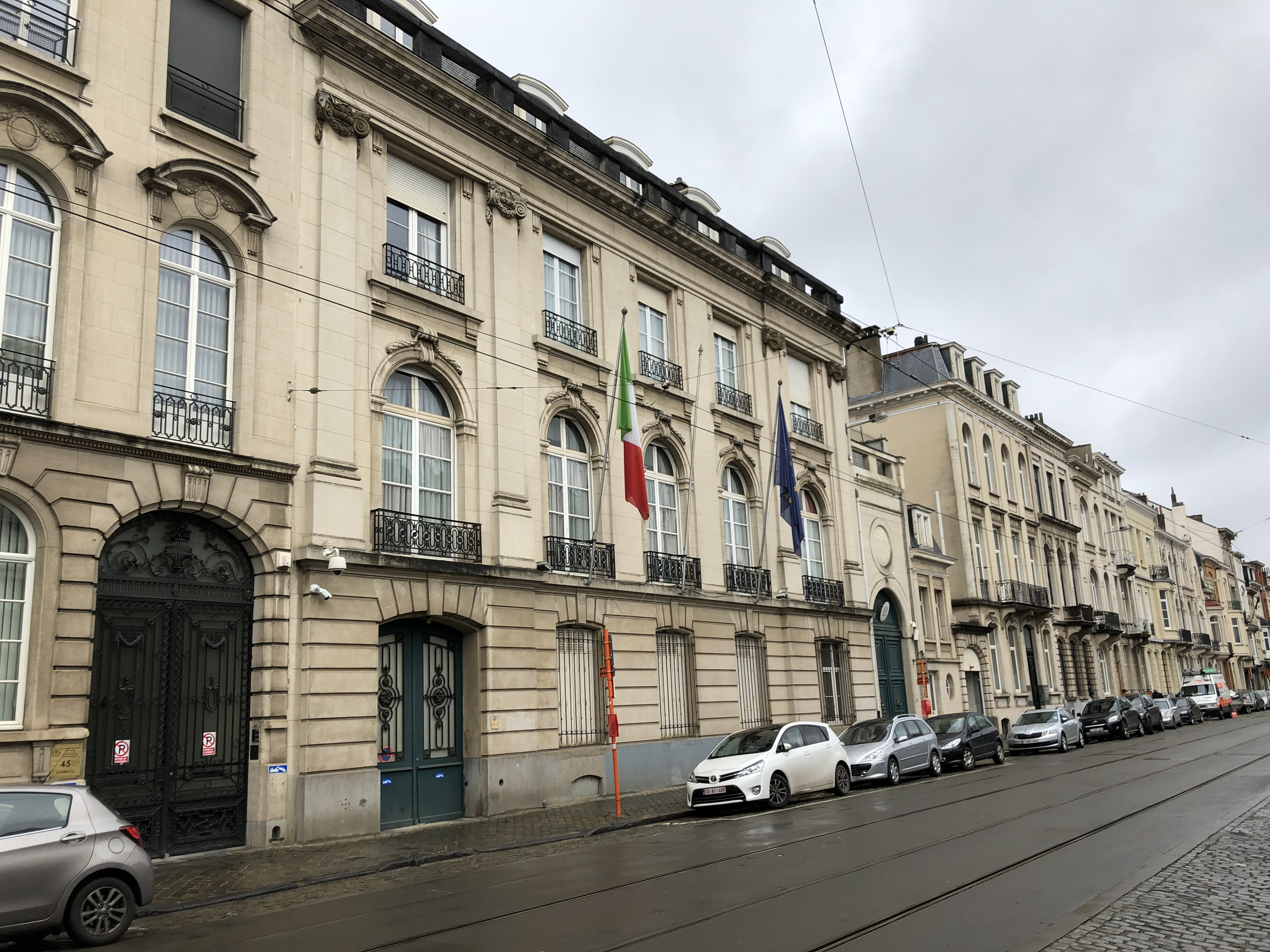
Résidence des ambassadeurs d'Italie[3] (43 Avenue Legrand)
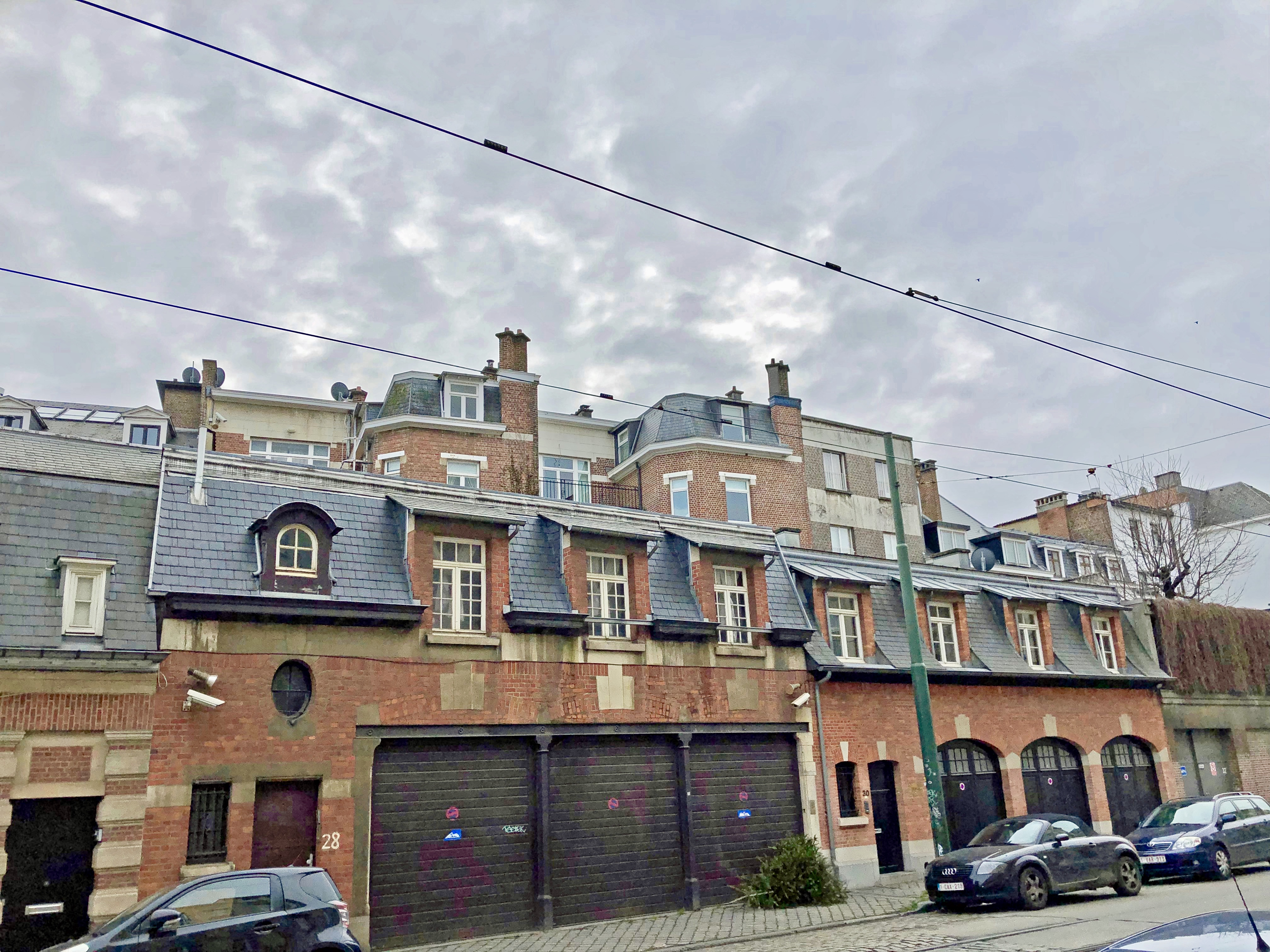
Les chambres de bonnes mansardées et les garages pour chauffeurs du square du Bois (24-44 Avenue Legrand)